# Cyclorhiza waltonii
Cyclorhiza waltonii är en flockblommig växtart som först beskrevs av H.Wolff, och fick sitt nu gällande namn av M.L.Sheh och R.H.Shan. Cyclorhiza waltonii ingår i släktet Cyclorhiza och familjen flockblommiga växter. Inga underarter finns listade i Catalogue of Life.